# Lista di asteroidi (291001-292000)
Di seguito una lista di asteroidi dal numero 291001 al 292000 con data di scoperta e scopritore.

## 291001-291100
| Nome     | Designazione provvisoria | Data di scoperta | Scopritore        |
| -------- | ------------------------ | ---------------- | ----------------- |
| 291001 - | 2005 XO85                | 2 dicembre 2005  | Spacewatch        |
| 291002 - | 2005 XG88                | 5 dicembre 2005  | Spacewatch        |
| 291003 - | 2005 XU90                | 8 dicembre 2005  | Spacewatch        |
| 291004 - | 2005 XG91                | 10 dicembre 2005 | Spacewatch        |
| 291005 - | 2005 XR92                | 10 dicembre 2005 | CSS               |
| 291006 - | 2005 XY102               | 1º dicembre 2005 | Buie, M. W.       |
| 291007 - | 2005 XE112               | 2 dicembre 2005  | Buie, M. W.       |
| 291008 - | 2005 XK112               | 2 dicembre 2005  | Buie, M. W.       |
| 291009 - | 2005 XR112               | 2 dicembre 2005  | Spacewatch        |
| 291010 - | 2005 XN115               | 7 dicembre 2005  | Spacewatch        |
| 291011 - | 2005 YM1                 | 21 dicembre 2005 | CSS               |
| 291012 - | 2005 YA4                 | 22 dicembre 2005 | Ferrando, R.      |
| 291013 - | 2005 YY6                 | 21 dicembre 2005 | Healy, D.         |
| 291014 - | 2005 YJ8                 | 22 dicembre 2005 | Spacewatch        |
| 291015 - | 2005 YH9                 | 21 dicembre 2005 | Spacewatch        |
| 291016 - | 2005 YD11                | 21 dicembre 2005 | Spacewatch        |
| 291017 - | 2005 YQ11                | 21 dicembre 2005 | Spacewatch        |
| 291018 - | 2005 YL14                | 22 dicembre 2005 | Spacewatch        |
| 291019 - | 2005 YD15                | 22 dicembre 2005 | Spacewatch        |
| 291020 - | 2005 YY18                | 23 dicembre 2005 | Spacewatch        |
| 291021 - | 2005 YH23                | 24 dicembre 2005 | Spacewatch        |
| 291022 - | 2005 YR24                | 24 dicembre 2005 | Spacewatch        |
| 291023 - | 2005 YT25                | 24 dicembre 2005 | Spacewatch        |
| 291024 - | 2005 YG27                | 22 dicembre 2005 | Spacewatch        |
| 291025 - | 2005 YP27                | 22 dicembre 2005 | Spacewatch        |
| 291026 - | 2005 YQ28                | 22 dicembre 2005 | Spacewatch        |
| 291027 - | 2005 YM29                | 24 dicembre 2005 | Spacewatch        |
| 291028 - | 2005 YM30                | 21 dicembre 2005 | Spacewatch        |
| 291029 - | 2005 YX30                | 22 dicembre 2005 | Spacewatch        |
| 291030 - | 2005 YR32                | 22 dicembre 2005 | Spacewatch        |
| 291031 - | 2005 YN33                | 24 dicembre 2005 | Spacewatch        |
| 291032 - | 2005 YP34                | 24 dicembre 2005 | Spacewatch        |
| 291033 - | 2005 YG35                | 25 dicembre 2005 | Spacewatch        |
| 291034 - | 2005 YR36                | 25 dicembre 2005 | Spacewatch        |
| 291035 - | 2005 YE37                | 24 dicembre 2005 | LINEAR            |
| 291036 - | 2005 YK39                | 26 dicembre 2005 | CSS               |
| 291037 - | 2005 YA40                | 22 dicembre 2005 | Spacewatch        |
| 291038 - | 2005 YO40                | 24 dicembre 2005 | Spacewatch        |
| 291039 - | 2005 YU40                | 25 dicembre 2005 | Mt. Lemmon Survey |
| 291040 - | 2005 YF42                | 22 dicembre 2005 | Spacewatch        |
| 291041 - | 2005 YJ45                | 25 dicembre 2005 | Spacewatch        |
| 291042 - | 2005 YH46                | 25 dicembre 2005 | Spacewatch        |
| 291043 - | 2005 YB48                | 21 dicembre 2005 | Spacewatch        |
| 291044 - | 2005 YH49                | 22 dicembre 2005 | Spacewatch        |
| 291045 - | 2005 YU49                | 24 dicembre 2005 | Spacewatch        |
| 291046 - | 2005 YX50                | 25 dicembre 2005 | Spacewatch        |
| 291047 - | 2005 YK51                | 25 dicembre 2005 | Mt. Lemmon Survey |
| 291048 - | 2005 YY52                | 22 dicembre 2005 | Spacewatch        |
| 291049 - | 2005 YC54                | 24 dicembre 2005 | Spacewatch        |
| 291050 - | 2005 YK54                | 25 dicembre 2005 | Spacewatch        |
| 291051 - | 2005 YD55                | 25 dicembre 2005 | Spacewatch        |
| 291052 - | 2005 YW57                | 24 dicembre 2005 | Spacewatch        |
| 291053 - | 2005 YC58                | 24 dicembre 2005 | Spacewatch        |
| 291054 - | 2005 YZ62                | 24 dicembre 2005 | Spacewatch        |
| 291055 - | 2005 YQ63                | 24 dicembre 2005 | Spacewatch        |
| 291056 - | 2005 YW64                | 25 dicembre 2005 | Spacewatch        |
| 291057 - | 2005 YO65                | 25 dicembre 2005 | Spacewatch        |
| 291058 - | 2005 YJ70                | 26 dicembre 2005 | Spacewatch        |
| 291059 - | 2005 YQ70                | 27 dicembre 2005 | Mt. Lemmon Survey |
| 291060 - | 2005 YH77                | 24 dicembre 2005 | Spacewatch        |
| 291061 - | 2005 YZ79                | 24 dicembre 2005 | Spacewatch        |
| 291062 - | 2005 YK80                | 24 dicembre 2005 | Spacewatch        |
| 291063 - | 2005 YV86                | 25 dicembre 2005 | Mt. Lemmon Survey |
| 291064 - | 2005 YW88                | 25 dicembre 2005 | Mt. Lemmon Survey |
| 291065 - | 2005 YV89                | 26 dicembre 2005 | Mt. Lemmon Survey |
| 291066 - | 2005 YY90                | 26 dicembre 2005 | Mt. Lemmon Survey |
| 291067 - | 2005 YN92                | 27 dicembre 2005 | Mt. Lemmon Survey |
| 291068 - | 2005 YS98                | 26 dicembre 2005 | Spacewatch        |
| 291069 - | 2005 YV103               | 25 dicembre 2005 | Spacewatch        |
| 291070 - | 2005 YV104               | 25 dicembre 2005 | Spacewatch        |
| 291071 - | 2005 YX104               | 25 dicembre 2005 | Spacewatch        |
| 291072 - | 2005 YD108               | 25 dicembre 2005 | Spacewatch        |
| 291073 - | 2005 YK113               | 25 dicembre 2005 | Spacewatch        |
| 291074 - | 2005 YD116               | 25 dicembre 2005 | Spacewatch        |
| 291075 - | 2005 YY116               | 25 dicembre 2005 | Spacewatch        |
| 291076 - | 2005 YF117               | 25 dicembre 2005 | Spacewatch        |
| 291077 - | 2005 YG120               | 27 dicembre 2005 | Mt. Lemmon Survey |
| 291078 - | 2005 YM120               | 27 dicembre 2005 | Mt. Lemmon Survey |
| 291079 - | 2005 YR120               | 27 dicembre 2005 | Mt. Lemmon Survey |
| 291080 - | 2005 YV120               | 27 dicembre 2005 | Spacewatch        |
| 291081 - | 2005 YY120               | 27 dicembre 2005 | Mt. Lemmon Survey |
| 291082 - | 2005 YB121               | 28 dicembre 2005 | Spacewatch        |
| 291083 - | 2005 YZ122               | 24 dicembre 2005 | LINEAR            |
| 291084 - | 2005 YK123               | 24 dicembre 2005 | Spacewatch        |
| 291085 - | 2005 YP123               | 24 dicembre 2005 | Spacewatch        |
| 291086 - | 2005 YU127               | 26 gennaio 2001  | Spacewatch        |
| 291087 - | 2005 YT131               | 25 dicembre 2005 | Mt. Lemmon Survey |
| 291088 - | 2005 YZ131               | 25 dicembre 2005 | Mt. Lemmon Survey |
| 291089 - | 2005 YA133               | 26 dicembre 2005 | Spacewatch        |
| 291090 - | 2005 YL133               | 26 dicembre 2005 | Spacewatch        |
| 291091 - | 2005 YN133               | 26 dicembre 2005 | Spacewatch        |
| 291092 - | 2005 YS133               | 26 dicembre 2005 | Spacewatch        |
| 291093 - | 2005 YF134               | 26 dicembre 2005 | Spacewatch        |
| 291094 - | 2005 YW134               | 26 dicembre 2005 | Spacewatch        |
| 291095 - | 2005 YZ134               | 26 dicembre 2005 | Spacewatch        |
| 291096 - | 2005 YG135               | 26 dicembre 2005 | Spacewatch        |
| 291097 - | 2005 YW136               | 26 dicembre 2005 | Spacewatch        |
| 291098 - | 2005 YZ143               | 28 dicembre 2005 | Mt. Lemmon Survey |
| 291099 - | 2005 YL148               | 25 dicembre 2005 | Spacewatch        |
| 291100 - | 2005 YX148               | 25 dicembre 2005 | Spacewatch        |

## 291101-291200
| Nome     | Designazione provvisoria | Data di scoperta | Scopritore        |
| -------- | ------------------------ | ---------------- | ----------------- |
| 291101 - | 2005 YP153               | 29 dicembre 2005 | CSS               |
| 291102 - | 2005 YK154               | 29 dicembre 2005 | Spacewatch        |
| 291103 - | 2005 YU160               | 27 dicembre 2005 | Spacewatch        |
| 291104 - | 2005 YO161               | 27 dicembre 2005 | LINEAR            |
| 291105 - | 2005 YB165               | 29 dicembre 2005 | LINEAR            |
| 291106 - | 2005 YL165               | 30 dicembre 2005 | Mt. Lemmon Survey |
| 291107 - | 2005 YR166               | 27 dicembre 2005 | Spacewatch        |
| 291108 - | 2005 YT167               | 27 dicembre 2005 | Spacewatch        |
| 291109 - | 2005 YX172               | 24 dicembre 2005 | LINEAR            |
| 291110 - | 2005 YW173               | 25 dicembre 2005 | CSS               |
| 291111 - | 2005 YV174               | 29 dicembre 2005 | NEAT              |
| 291112 - | 2005 YB177               | 22 dicembre 2005 | Spacewatch        |
| 291113 - | 2005 YQ178               | 25 dicembre 2005 | Spacewatch        |
| 291114 - | 2005 YS179               | 27 dicembre 2005 | Spacewatch        |
| 291115 - | 2005 YU179               | 27 dicembre 2005 | Mt. Lemmon Survey |
| 291116 - | 2005 YB182               | 27 dicembre 2005 | CSS               |
| 291117 - | 2005 YJ186               | 29 dicembre 2005 | CSS               |
| 291118 - | 2005 YS188               | 28 dicembre 2005 | Mt. Lemmon Survey |
| 291119 - | 2005 YD194               | 31 dicembre 2005 | Spacewatch        |
| 291120 - | 2005 YP199               | 25 dicembre 2005 | Mt. Lemmon Survey |
| 291121 - | 2005 YB200               | 26 dicembre 2005 | Mt. Lemmon Survey |
| 291122 - | 2005 YJ200               | 26 dicembre 2005 | Spacewatch        |
| 291123 - | 2005 YP200               | 22 dicembre 2005 | Spacewatch        |
| 291124 - | 2005 YW200               | 22 dicembre 2005 | Spacewatch        |
| 291125 - | 2005 YB201               | 22 dicembre 2005 | Spacewatch        |
| 291126 - | 2005 YF201               | 22 dicembre 2005 | Spacewatch        |
| 291127 - | 2005 YJ201               | 22 dicembre 2005 | Spacewatch        |
| 291128 - | 2005 YP201               | 24 dicembre 2005 | Spacewatch        |
| 291129 - | 2005 YY204               | 26 dicembre 2005 | Mt. Lemmon Survey |
| 291130 - | 2005 YO207               | 28 dicembre 2005 | Mt. Lemmon Survey |
| 291131 - | 2005 YR207               | 29 dicembre 2005 | Mt. Lemmon Survey |
| 291132 - | 2005 YL208               | 21 dicembre 2005 | CSS               |
| 291133 - | 2005 YD212               | 28 dicembre 2005 | NEAT              |
| 291134 - | 2005 YN214               | 30 dicembre 2005 | CSS               |
| 291135 - | 2005 YS215               | 29 dicembre 2005 | Spacewatch        |
| 291136 - | 2005 YO218               | 30 dicembre 2005 | Mt. Lemmon Survey |
| 291137 - | 2005 YC219               | 31 dicembre 2005 | Spacewatch        |
| 291138 - | 2005 YH223               | 24 dicembre 2005 | Spacewatch        |
| 291139 - | 2005 YF225               | 25 dicembre 2005 | Mt. Lemmon Survey |
| 291140 - | 2005 YK229               | 25 dicembre 2005 | Mt. Lemmon Survey |
| 291141 - | 2005 YH230               | 26 dicembre 2005 | Spacewatch        |
| 291142 - | 2005 YS231               | 27 dicembre 2005 | Spacewatch        |
| 291143 - | 2005 YR236               | 28 dicembre 2005 | Spacewatch        |
| 291144 - | 2005 YK237               | 28 dicembre 2005 | Mt. Lemmon Survey |
| 291145 - | 2005 YW237               | 28 dicembre 2005 | Spacewatch        |
| 291146 - | 2005 YB246               | 30 dicembre 2005 | Spacewatch        |
| 291147 - | 2005 YY250               | 28 dicembre 2005 | Spacewatch        |
| 291148 - | 2005 YN256               | 30 dicembre 2005 | Spacewatch        |
| 291149 - | 2005 YZ256               | 30 dicembre 2005 | Spacewatch        |
| 291150 - | 2005 YE262               | 25 dicembre 2005 | Spacewatch        |
| 291151 - | 2005 YS265               | 26 dicembre 2005 | Spacewatch        |
| 291152 - | 2005 YX273               | 30 dicembre 2005 | Mt. Lemmon Survey |
| 291153 - | 2005 YM284               | 28 dicembre 2005 | Mt. Lemmon Survey |
| 291154 - | 2005 YU285               | 30 dicembre 2005 | Spacewatch        |
| 291155 - | 2005 YD286               | 30 dicembre 2005 | Spacewatch        |
| 291156 - | 2005 YS286               | 30 dicembre 2005 | Spacewatch        |
| 291157 - | 2005 YW290               | 25 dicembre 2005 | Spacewatch        |
| 291158 - | 2005 YM291               | 26 dicembre 2005 | Mt. Lemmon Survey |
| 291159 - | 2005 YT291               | 26 dicembre 2005 | Mt. Lemmon Survey |
| 291160 - | 2006 AE                  | 2 gennaio 2006   | Yeung, W. K. Y.   |
| 291161 - | 2006 AV                  | 4 gennaio 2006   | Spacewatch        |
| 291162 - | 2006 AY6                 | 5 gennaio 2006   | CSS               |
| 291163 - | 2006 AS11                | 2 gennaio 2006   | Mt. Lemmon Survey |
| 291164 - | 2006 AE14                | 5 gennaio 2006   | Mt. Lemmon Survey |
| 291165 - | 2006 AC15                | 5 gennaio 2006   | Mt. Lemmon Survey |
| 291166 - | 2006 AA23                | 4 gennaio 2006   | Spacewatch        |
| 291167 - | 2006 AJ24                | 5 gennaio 2006   | Spacewatch        |
| 291168 - | 2006 AM24                | 5 gennaio 2006   | Spacewatch        |
| 291169 - | 2006 AP25                | 5 gennaio 2006   | Spacewatch        |
| 291170 - | 2006 AU25                | 5 gennaio 2006   | Spacewatch        |
| 291171 - | 2006 AS28                | 6 gennaio 2006   | Spacewatch        |
| 291172 - | 2006 AK33                | 6 gennaio 2006   | LINEAR            |
| 291173 - | 2006 AM33                | 6 gennaio 2006   | CSS               |
| 291174 - | 2006 AV33                | 6 gennaio 2006   | Spacewatch        |
| 291175 - | 2006 AA37                | 4 gennaio 2006   | Spacewatch        |
| 291176 - | 2006 AY39                | 7 gennaio 2006   | Mt. Lemmon Survey |
| 291177 - | 2006 AB40                | 7 gennaio 2006   | Mt. Lemmon Survey |
| 291178 - | 2006 AD43                | 6 gennaio 2006   | Spacewatch        |
| 291179 - | 2006 AJ44                | 7 gennaio 2006   | Spacewatch        |
| 291180 - | 2006 AS44                | 7 gennaio 2006   | Mt. Lemmon Survey |
| 291181 - | 2006 AL45                | 2 gennaio 2006   | Mt. Lemmon Survey |
| 291182 - | 2006 AW45                | 5 gennaio 2006   | Spacewatch        |
| 291183 - | 2006 AP49                | 5 gennaio 2006   | Spacewatch        |
| 291184 - | 2006 AB50                | 5 gennaio 2006   | Spacewatch        |
| 291185 - | 2006 AC53                | 5 gennaio 2006   | Spacewatch        |
| 291186 - | 2006 AH53                | 5 gennaio 2006   | Spacewatch        |
| 291187 - | 2006 AG54                | 5 gennaio 2006   | Spacewatch        |
| 291188 - | 2006 AL54                | 5 gennaio 2006   | Spacewatch        |
| 291189 - | 2006 AR54                | 5 gennaio 2006   | Spacewatch        |
| 291190 - | 2006 AW57                | 8 gennaio 2006   | Mt. Lemmon Survey |
| 291191 - | 2006 AF58                | 8 gennaio 2006   | Mt. Lemmon Survey |
| 291192 - | 2006 AH62                | 5 gennaio 2006   | Spacewatch        |
| 291193 - | 2006 AP62                | 6 gennaio 2006   | Spacewatch        |
| 291194 - | 2006 AQ62                | 6 gennaio 2006   | Spacewatch        |
| 291195 - | 2006 AR63                | 6 gennaio 2006   | Mt. Lemmon Survey |
| 291196 - | 2006 AQ64                | 8 gennaio 2006   | Spacewatch        |
| 291197 - | 2006 AU64                | 8 gennaio 2006   | Spacewatch        |
| 291198 - | 2006 AK69                | 6 gennaio 2006   | Mt. Lemmon Survey |
| 291199 - | 2006 AF71                | 6 gennaio 2006   | Spacewatch        |
| 291200 - | 2006 AO73                | 8 gennaio 2006   | Mt. Lemmon Survey |

## 291201-291300
| Nome     | Designazione provvisoria | Data di scoperta | Scopritore        |
| -------- | ------------------------ | ---------------- | ----------------- |
| 291201 - | 2006 AN74                | 6 gennaio 2006   | LINEAR            |
| 291202 - | 2006 AD79                | 6 gennaio 2006   | Spacewatch        |
| 291203 - | 2006 AC80                | 4 gennaio 2006   | Spacewatch        |
| 291204 - | 2006 AE80                | 5 gennaio 2006   | Mt. Lemmon Survey |
| 291205 - | 2006 AO80                | 6 gennaio 2006   | Mt. Lemmon Survey |
| 291206 - | 2006 AQ80                | 6 gennaio 2006   | Mt. Lemmon Survey |
| 291207 - | 2006 AB82                | 2 gennaio 2006   | Mt. Lemmon Survey |
| 291208 - | 2006 AW82                | 8 gennaio 2006   | CSS               |
| 291209 - | 2006 AG84                | 6 gennaio 2006   | CSS               |
| 291210 - | 2006 AB85                | 6 gennaio 2006   | CSS               |
| 291211 - | 2006 AZ89                | 5 gennaio 2006   | Mt. Lemmon Survey |
| 291212 - | 2006 AB93                | 7 gennaio 2006   | Spacewatch        |
| 291213 - | 2006 AR100               | 5 gennaio 2006   | Mt. Lemmon Survey |
| 291214 - | 2006 AS100               | 5 gennaio 2006   | Mt. Lemmon Survey |
| 291215 - | 2006 AY101               | 5 gennaio 2006   | Mt. Lemmon Survey |
| 291216 - | 2006 AA102               | 5 gennaio 2006   | Mt. Lemmon Survey |
| 291217 - | 2006 AD102               | 7 gennaio 2006   | Mt. Lemmon Survey |
| 291218 - | 2006 AM102               | 7 gennaio 2006   | Mt. Lemmon Survey |
| 291219 - | 2006 AR104               | 7 gennaio 2006   | Mt. Lemmon Survey |
| 291220 - | 2006 BD                  | 18 gennaio 2006  | CSS               |
| 291221 - | 2006 BK1                 | 20 gennaio 2006  | Spacewatch        |
| 291222 - | 2006 BL5                 | 21 gennaio 2006  | Mt. Lemmon Survey |
| 291223 - | 2006 BM5                 | 21 gennaio 2006  | LONEOS            |
| 291224 - | 2006 BX6                 | 20 gennaio 2006  | Spacewatch        |
| 291225 - | 2006 BJ8                 | 22 gennaio 2006  | Healy, D.         |
| 291226 - | 2006 BZ10                | 20 gennaio 2006  | Spacewatch        |
| 291227 - | 2006 BW16                | 22 gennaio 2006  | Mt. Lemmon Survey |
| 291228 - | 2006 BU19                | 22 gennaio 2006  | LONEOS            |
| 291229 - | 2006 BH20                | 22 gennaio 2006  | Mt. Lemmon Survey |
| 291230 - | 2006 BR22                | 22 gennaio 2006  | Mt. Lemmon Survey |
| 291231 - | 2006 BW23                | 23 gennaio 2006  | Mt. Lemmon Survey |
| 291232 - | 2006 BA25                | 23 gennaio 2006  | Mt. Lemmon Survey |
| 291233 - | 2006 BO29                | 23 gennaio 2006  | Nyukasa           |
| 291234 - | 2006 BK30                | 20 gennaio 2006  | Spacewatch        |
| 291235 - | 2006 BP30                | 20 gennaio 2006  | Spacewatch        |
| 291236 - | 2006 BG31                | 20 gennaio 2006  | Spacewatch        |
| 291237 - | 2006 BG33                | 21 gennaio 2006  | Spacewatch        |
| 291238 - | 2006 BU34                | 22 gennaio 2006  | Mt. Lemmon Survey |
| 291239 - | 2006 BY36                | 23 gennaio 2006  | Spacewatch        |
| 291240 - | 2006 BE39                | 24 gennaio 2006  | LINEAR            |
| 291241 - | 2006 BQ41                | 22 gennaio 2006  | Mt. Lemmon Survey |
| 291242 - | 2006 BW42                | 23 gennaio 2006  | Spacewatch        |
| 291243 - | 2006 BV43                | 23 gennaio 2006  | Spacewatch        |
| 291244 - | 2006 BZ44                | 23 gennaio 2006  | Mt. Lemmon Survey |
| 291245 - | 2006 BG45                | 23 gennaio 2006  | Mt. Lemmon Survey |
| 291246 - | 2006 BM51                | 25 gennaio 2006  | Spacewatch        |
| 291247 - | 2006 BE52                | 25 gennaio 2006  | Spacewatch        |
| 291248 - | 2006 BT52                | 25 gennaio 2006  | Spacewatch        |
| 291249 - | 2006 BJ53                | 25 gennaio 2006  | Spacewatch        |
| 291250 - | 2006 BB54                | 25 gennaio 2006  | Spacewatch        |
| 291251 - | 2006 BM54                | 25 gennaio 2006  | Spacewatch        |
| 291252 - | 2006 BP54                | 25 gennaio 2006  | Spacewatch        |
| 291253 - | 2006 BT54                | 25 gennaio 2006  | Spacewatch        |
| 291254 - | 2006 BU54                | 25 gennaio 2006  | Spacewatch        |
| 291255 - | 2006 BZ55                | 26 gennaio 2006  | Mt. Lemmon Survey |
| 291256 - | 2006 BR56                | 22 gennaio 2006  | Mt. Lemmon Survey |
| 291257 - | 2006 BK57                | 23 gennaio 2006  | Spacewatch        |
| 291258 - | 2006 BM60                | 26 gennaio 2006  | Spacewatch        |
| 291259 - | 2006 BV69                | 23 gennaio 2006  | Spacewatch        |
| 291260 - | 2006 BE73                | 23 gennaio 2006  | Spacewatch        |
| 291261 - | 2006 BW73                | 23 gennaio 2006  | Spacewatch        |
| 291262 - | 2006 BS75                | 23 gennaio 2006  | Spacewatch        |
| 291263 - | 2006 BC76                | 23 gennaio 2006  | Spacewatch        |
| 291264 - | 2006 BB81                | 23 gennaio 2006  | Spacewatch        |
| 291265 - | 2006 BB82                | 23 gennaio 2006  | Spacewatch        |
| 291266 - | 2006 BT82                | 24 gennaio 2006  | Spacewatch        |
| 291267 - | 2006 BA85                | 25 gennaio 2006  | Spacewatch        |
| 291268 - | 2006 BJ87                | 25 gennaio 2006  | Spacewatch        |
| 291269 - | 2006 BB88                | 25 gennaio 2006  | Spacewatch        |
| 291270 - | 2006 BQ89                | 25 gennaio 2006  | Spacewatch        |
| 291271 - | 2006 BR90                | 25 gennaio 2006  | Spacewatch        |
| 291272 - | 2006 BM91                | 26 gennaio 2006  | Spacewatch        |
| 291273 - | 2006 BE92                | 26 gennaio 2006  | Mt. Lemmon Survey |
| 291274 - | 2006 BA97                | 26 gennaio 2006  | Mt. Lemmon Survey |
| 291275 - | 2006 BF97                | 26 gennaio 2006  | Spacewatch        |
| 291276 - | 2006 BE98                | 27 gennaio 2006  | Mt. Lemmon Survey |
| 291277 - | 2006 BJ100               | 22 gennaio 2006  | CSS               |
| 291278 - | 2006 BL102               | 23 gennaio 2006  | Mt. Lemmon Survey |
| 291279 - | 2006 BQ113               | 25 gennaio 2006  | Spacewatch        |
| 291280 - | 2006 BG115               | 26 gennaio 2006  | Spacewatch        |
| 291281 - | 2006 BQ117               | 26 gennaio 2006  | Mt. Lemmon Survey |
| 291282 - | 2006 BU118               | 26 gennaio 2006  | Spacewatch        |
| 291283 - | 2006 BA119               | 26 gennaio 2006  | Mt. Lemmon Survey |
| 291284 - | 2006 BO120               | 26 gennaio 2006  | Spacewatch        |
| 291285 - | 2006 BQ122               | 26 gennaio 2006  | Spacewatch        |
| 291286 - | 2006 BU125               | 26 gennaio 2006  | Spacewatch        |
| 291287 - | 2006 BP126               | 26 gennaio 2006  | Spacewatch        |
| 291288 - | 2006 BA127               | 26 gennaio 2006  | Spacewatch        |
| 291289 - | 2006 BK127               | 26 gennaio 2006  | Spacewatch        |
| 291290 - | 2006 BW129               | 26 gennaio 2006  | Spacewatch        |
| 291291 - | 2006 BH130               | 26 gennaio 2006  | Spacewatch        |
| 291292 - | 2006 BO130               | 26 gennaio 2006  | Spacewatch        |
| 291293 - | 2006 BT130               | 26 gennaio 2006  | Spacewatch        |
| 291294 - | 2006 BZ132               | 26 gennaio 2006  | Spacewatch        |
| 291295 - | 2006 BF135               | 27 gennaio 2006  | Mt. Lemmon Survey |
| 291296 - | 2006 BA137               | 28 gennaio 2006  | Mt. Lemmon Survey |
| 291297 - | 2006 BS138               | 28 gennaio 2006  | Mt. Lemmon Survey |
| 291298 - | 2006 BE139               | 28 gennaio 2006  | Mt. Lemmon Survey |
| 291299 - | 2006 BV140               | 23 gennaio 2006  | CSS               |
| 291300 - | 2006 BZ141               | 26 gennaio 2006  | Mt. Lemmon Survey |

## 291301-291400
| Nome               | Designazione provvisoria | Data di scoperta | Scopritore        |
| ------------------ | ------------------------ | ---------------- | ----------------- |
| 291301 -           | 2006 BC142               | 26 gennaio 2006  | Spacewatch        |
| 291302 -           | 2006 BE142               | 26 gennaio 2006  | Spacewatch        |
| 291303 -           | 2006 BF145               | 23 gennaio 2006  | LINEAR            |
| 291304 -           | 2006 BF147               | 26 gennaio 2006  | Mt. Lemmon Survey |
| 291305 -           | 2006 BS149               | 24 gennaio 2006  | LONEOS            |
| 291306 -           | 2006 BT151               | 25 gennaio 2006  | Spacewatch        |
| 291307 -           | 2006 BE152               | 25 gennaio 2006  | Spacewatch        |
| 291308 -           | 2006 BS153               | 25 gennaio 2006  | Spacewatch        |
| 291309 -           | 2006 BF154               | 25 gennaio 2006  | Spacewatch        |
| 291310 -           | 2006 BO156               | 25 gennaio 2006  | Spacewatch        |
| 291311 -           | 2006 BV156               | 25 gennaio 2006  | Spacewatch        |
| 291312 -           | 2006 BE158               | 25 gennaio 2006  | Spacewatch        |
| 291313 -           | 2006 BV158               | 26 gennaio 2006  | Spacewatch        |
| 291314 -           | 2006 BC163               | 26 gennaio 2006  | Mt. Lemmon Survey |
| 291315 -           | 2006 BA165               | 26 gennaio 2006  | Spacewatch        |
| 291316 -           | 2006 BE167               | 26 gennaio 2006  | Mt. Lemmon Survey |
| 291317 -           | 2006 BT168               | 26 gennaio 2006  | Mt. Lemmon Survey |
| 291318 -           | 2006 BQ169               | 26 gennaio 2006  | Mt. Lemmon Survey |
| 291319 -           | 2006 BV170               | 27 gennaio 2006  | Spacewatch        |
| 291320 -           | 2006 BT171               | 27 gennaio 2006  | Spacewatch        |
| 291321 -           | 2006 BB176               | 27 gennaio 2006  | Spacewatch        |
| 291322 -           | 2006 BM182               | 27 gennaio 2006  | Mt. Lemmon Survey |
| 291323 -           | 2006 BQ183               | 27 gennaio 2006  | LONEOS            |
| 291324 -           | 2006 BL186               | 28 gennaio 2006  | Mt. Lemmon Survey |
| 291325 de Tyard    | 2006 BG191               | 29 gennaio 2006  | Merlin, J.-C.     |
| 291326 -           | 2006 BR191               | 30 gennaio 2006  | Spacewatch        |
| 291327 -           | 2006 BQ194               | 30 gennaio 2006  | Spacewatch        |
| 291328 -           | 2006 BZ195               | 30 gennaio 2006  | Spacewatch        |
| 291329 -           | 2006 BW197               | 30 gennaio 2006  | Spacewatch        |
| 291330 -           | 2006 BW199               | 30 gennaio 2006  | Spacewatch        |
| 291331 -           | 2006 BX203               | 31 gennaio 2006  | Mt. Lemmon Survey |
| 291332 -           | 2006 BA205               | 31 gennaio 2006  | Spacewatch        |
| 291333 -           | 2006 BL205               | 31 gennaio 2006  | Spacewatch        |
| 291334 -           | 2006 BG214               | 23 gennaio 2006  | CSS               |
| 291335 -           | 2006 BQ214               | 23 gennaio 2006  | CSS               |
| 291336 -           | 2006 BE215               | 24 gennaio 2006  | LINEAR            |
| 291337 -           | 2006 BS216               | 26 gennaio 2006  | CSS               |
| 291338 -           | 2006 BC217               | 27 gennaio 2006  | LONEOS            |
| 291339 -           | 2006 BU217               | 23 gennaio 2006  | CSS               |
| 291340 -           | 2006 BR218               | 28 gennaio 2006  | Mt. Lemmon Survey |
| 291341 -           | 2006 BQ219               | 28 gennaio 2006  | CSS               |
| 291342 -           | 2006 BE221               | 30 gennaio 2006  | Spacewatch        |
| 291343 -           | 2006 BH223               | 30 gennaio 2006  | Spacewatch        |
| 291344 -           | 2006 BO223               | 30 gennaio 2006  | Spacewatch        |
| 291345 -           | 2006 BW228               | 31 gennaio 2006  | Spacewatch        |
| 291346 -           | 2006 BH230               | 31 gennaio 2006  | Spacewatch        |
| 291347 -           | 2006 BP238               | 3 settembre 1999 | Spacewatch        |
| 291348 -           | 2006 BH242               | 31 gennaio 2006  | Spacewatch        |
| 291349 -           | 2006 BA248               | 31 gennaio 2006  | Spacewatch        |
| 291350 -           | 2006 BV248               | 31 gennaio 2006  | Spacewatch        |
| 291351 -           | 2006 BH249               | 31 gennaio 2006  | Spacewatch        |
| 291352 -           | 2006 BP249               | 31 gennaio 2006  | Mt. Lemmon Survey |
| 291353 -           | 2006 BZ252               | 31 gennaio 2006  | Spacewatch        |
| 291354 -           | 2006 BT254               | 31 gennaio 2006  | Spacewatch        |
| 291355 -           | 2006 BT257               | 31 gennaio 2006  | Spacewatch        |
| 291356 -           | 2006 BW258               | 31 gennaio 2006  | Spacewatch        |
| 291357 -           | 2006 BE259               | 31 gennaio 2006  | Spacewatch        |
| 291358 -           | 2006 BX259               | 31 gennaio 2006  | Mt. Lemmon Survey |
| 291359 -           | 2006 BB260               | 31 gennaio 2006  | Spacewatch        |
| 291360 -           | 2006 BV261               | 31 gennaio 2006  | Spacewatch        |
| 291361 -           | 2006 BW261               | 31 gennaio 2006  | Spacewatch        |
| 291362 -           | 2006 BJ262               | 31 gennaio 2006  | Spacewatch        |
| 291363 -           | 2006 BD263               | 31 gennaio 2006  | Spacewatch        |
| 291364 -           | 2006 BP263               | 31 gennaio 2006  | Spacewatch        |
| 291365 -           | 2006 BB264               | 31 gennaio 2006  | Spacewatch        |
| 291366 -           | 2006 BQ265               | 31 gennaio 2006  | Spacewatch        |
| 291367 -           | 2006 BR265               | 31 gennaio 2006  | Spacewatch        |
| 291368 -           | 2006 BG268               | 26 gennaio 2006  | CSS               |
| 291369 -           | 2006 BA274               | 30 gennaio 2006  | Spacewatch        |
| 291370 -           | 2006 BV274               | 23 gennaio 2006  | Mt. Lemmon Survey |
| 291371 -           | 2006 BJ275               | 30 gennaio 2006  | CSS               |
| 291372 -           | 2006 BA276               | 26 gennaio 2006  | Mt. Lemmon Survey |
| 291373 -           | 2006 BD276               | 30 gennaio 2006  | Spacewatch        |
| 291374 -           | 2006 BQ276               | 30 gennaio 2006  | Spacewatch        |
| 291375 -           | 2006 BG281               | 31 gennaio 2006  | Spacewatch        |
| 291376 -           | 2006 BX281               | 26 gennaio 2006  | Spacewatch        |
| 291377 -           | 2006 BN282               | 23 gennaio 2006  | Spacewatch        |
| 291378 -           | 2006 CV7                 | 1º febbraio 2006 | Mt. Lemmon Survey |
| 291379 -           | 2006 CU12                | 1º febbraio 2006 | Spacewatch        |
| 291380 -           | 2006 CW12                | 1º febbraio 2006 | Spacewatch        |
| 291381 -           | 2006 CJ13                | 1º febbraio 2006 | Spacewatch        |
| 291382 -           | 2006 CY20                | 1º febbraio 2006 | Mt. Lemmon Survey |
| 291383 -           | 2006 CO28                | 2 febbraio 2006  | Spacewatch        |
| 291384 -           | 2006 CF29                | 2 febbraio 2006  | Spacewatch        |
| 291385 -           | 2006 CZ32                | 2 febbraio 2006  | Spacewatch        |
| 291386 -           | 2006 CF33                | 2 febbraio 2006  | CSS               |
| 291387 Katiebouman | 2006 CN36                | 2 febbraio 2006  | Mt. Lemmon Survey |
| 291388 -           | 2006 CM38                | 2 febbraio 2006  | Spacewatch        |
| 291389 -           | 2006 CO42                | 2 febbraio 2006  | Spacewatch        |
| 291390 -           | 2006 CG43                | 2 febbraio 2006  | Spacewatch        |
| 291391 -           | 2006 CN45                | 10 gennaio 2006  | Mt. Lemmon Survey |
| 291392 -           | 2006 CJ46                | 3 febbraio 2006  | Spacewatch        |
| 291393 -           | 2006 CP46                | 3 febbraio 2006  | Spacewatch        |
| 291394 -           | 2006 CG47                | 3 febbraio 2006  | Spacewatch        |
| 291395 -           | 2006 CX47                | 3 febbraio 2006  | Spacewatch        |
| 291396 -           | 2006 CT49                | 3 febbraio 2006  | LINEAR            |
| 291397 -           | 2006 CM56                | 4 febbraio 2006  | Spacewatch        |
| 291398 -           | 2006 CH57                | 4 febbraio 2006  | Mt. Lemmon Survey |
| 291399 -           | 2006 CD60                | 11 febbraio 2006 | Young, J. W.      |
| 291400 -           | 2006 CN60                | 2 febbraio 2006  | CSS               |

## 291401-291500
| Nome     | Designazione provvisoria | Data di scoperta | Scopritore        |
| -------- | ------------------------ | ---------------- | ----------------- |
| 291401 - | 2006 CB61                | 7 febbraio 2006  | CSS               |
| 291402 - | 2006 CU61                | 3 febbraio 2006  | LINEAR            |
| 291403 - | 2006 CL65                | 6 febbraio 2006  | Spacewatch        |
| 291404 - | 2006 CV65                | 2 febbraio 2006  | Mt. Lemmon Survey |
| 291405 - | 2006 CH68                | 6 febbraio 2006  | Mt. Lemmon Survey |
| 291406 - | 2006 DP1                 | 20 febbraio 2006 | Spacewatch        |
| 291407 - | 2006 DY2                 | 20 febbraio 2006 | Spacewatch        |
| 291408 - | 2006 DK3                 | 20 febbraio 2006 | CSS               |
| 291409 - | 2006 DP3                 | 20 febbraio 2006 | CSS               |
| 291410 - | 2006 DG4                 | 20 febbraio 2006 | CSS               |
| 291411 - | 2006 DZ5                 | 20 febbraio 2006 | CSS               |
| 291412 - | 2006 DC6                 | 20 febbraio 2006 | CSS               |
| 291413 - | 2006 DK7                 | 20 febbraio 2006 | Mt. Lemmon Survey |
| 291414 - | 2006 DG8                 | 20 febbraio 2006 | Spacewatch        |
| 291415 - | 2006 DA9                 | 21 febbraio 2006 | CSS               |
| 291416 - | 2006 DX9                 | 21 febbraio 2006 | CSS               |
| 291417 - | 2006 DV11                | 20 febbraio 2006 | Spacewatch        |
| 291418 - | 2006 DD12                | 20 febbraio 2006 | Mt. Lemmon Survey |
| 291419 - | 2006 DL12                | 21 febbraio 2006 | LONEOS            |
| 291420 - | 2006 DN12                | 21 febbraio 2006 | Mt. Lemmon Survey |
| 291421 - | 2006 DP12                | 21 febbraio 2006 | Mt. Lemmon Survey |
| 291422 - | 2006 DN14                | 21 febbraio 2006 | Ory, M.           |
| 291423 - | 2006 DM15                | 20 febbraio 2006 | Spacewatch        |
| 291424 - | 2006 DZ22                | 20 febbraio 2006 | Spacewatch        |
| 291425 - | 2006 DX23                | 20 febbraio 2006 | Spacewatch        |
| 291426 - | 2006 DL25                | 20 febbraio 2006 | Spacewatch        |
| 291427 - | 2006 DH26                | 20 febbraio 2006 | CSS               |
| 291428 - | 2006 DC27                | 20 febbraio 2006 | Spacewatch        |
| 291429 - | 2006 DD27                | 20 febbraio 2006 | Spacewatch        |
| 291430 - | 2006 DO27                | 20 febbraio 2006 | Spacewatch        |
| 291431 - | 2006 DT27                | 20 febbraio 2006 | Spacewatch        |
| 291432 - | 2006 DV28                | 20 febbraio 2006 | Spacewatch        |
| 291433 - | 2006 DY29                | 20 febbraio 2006 | Spacewatch        |
| 291434 - | 2006 DG30                | 20 febbraio 2006 | Spacewatch        |
| 291435 - | 2006 DV31                | 20 febbraio 2006 | Mt. Lemmon Survey |
| 291436 - | 2006 DX31                | 20 febbraio 2006 | Mt. Lemmon Survey |
| 291437 - | 2006 DO32                | 20 febbraio 2006 | Mt. Lemmon Survey |
| 291438 - | 2006 DQ32                | 20 febbraio 2006 | Mt. Lemmon Survey |
| 291439 - | 2006 DP33                | 20 febbraio 2006 | Spacewatch        |
| 291440 - | 2006 DQ33                | 20 febbraio 2006 | Spacewatch        |
| 291441 - | 2006 DG34                | 20 febbraio 2006 | Spacewatch        |
| 291442 - | 2006 DK34                | 20 febbraio 2006 | Spacewatch        |
| 291443 - | 2006 DQ35                | 20 febbraio 2006 | Spacewatch        |
| 291444 - | 2006 DW35                | 20 febbraio 2006 | Spacewatch        |
| 291445 - | 2006 DK36                | 20 febbraio 2006 | Mt. Lemmon Survey |
| 291446 - | 2006 DY37                | 20 febbraio 2006 | Mt. Lemmon Survey |
| 291447 - | 2006 DH40                | 22 febbraio 2006 | NEAT              |
| 291448 - | 2006 DU40                | 22 febbraio 2006 | CSS               |
| 291449 - | 2006 DF42                | 20 febbraio 2006 | Spacewatch        |
| 291450 - | 2006 DB45                | 20 febbraio 2006 | Spacewatch        |
| 291451 - | 2006 DD46                | 20 febbraio 2006 | Spacewatch        |
| 291452 - | 2006 DG47                | 21 febbraio 2006 | Mt. Lemmon Survey |
| 291453 - | 2006 DC48                | 21 febbraio 2006 | Mt. Lemmon Survey |
| 291454 - | 2006 DE48                | 21 febbraio 2006 | Mt. Lemmon Survey |
| 291455 - | 2006 DV50                | 23 febbraio 2006 | Spacewatch        |
| 291456 - | 2006 DE51                | 23 febbraio 2006 | Spacewatch        |
| 291457 - | 2006 DJ52                | 24 febbraio 2006 | Spacewatch        |
| 291458 - | 2006 DY52                | 24 febbraio 2006 | Spacewatch        |
| 291459 - | 2006 DP54                | 24 febbraio 2006 | Spacewatch        |
| 291460 - | 2006 DL58                | 24 febbraio 2006 | Mt. Lemmon Survey |
| 291461 - | 2006 DY59                | 24 febbraio 2006 | Spacewatch        |
| 291462 - | 2006 DY60                | 24 febbraio 2006 | Mt. Lemmon Survey |
| 291463 - | 2006 DA61                | 24 febbraio 2006 | Spacewatch        |
| 291464 - | 2006 DH64                | 20 febbraio 2006 | LINEAR            |
| 291465 - | 2006 DF66                | 22 febbraio 2006 | CSS               |
| 291466 - | 2006 DE69                | 20 febbraio 2006 | LINEAR            |
| 291467 - | 2006 DS73                | 23 febbraio 2006 | Spacewatch        |
| 291468 - | 2006 DG75                | 24 febbraio 2006 | Spacewatch        |
| 291469 - | 2006 DR81                | 24 febbraio 2006 | Spacewatch        |
| 291470 - | 2006 DE83                | 24 febbraio 2006 | Spacewatch        |
| 291471 - | 2006 DY83                | 24 febbraio 2006 | Spacewatch        |
| 291472 - | 2006 DV85                | 24 febbraio 2006 | Spacewatch        |
| 291473 - | 2006 DF86                | 24 febbraio 2006 | Spacewatch        |
| 291474 - | 2006 DR87                | 24 febbraio 2006 | Spacewatch        |
| 291475 - | 2006 DW88                | 24 febbraio 2006 | Spacewatch        |
| 291476 - | 2006 DU89                | 24 febbraio 2006 | Mt. Lemmon Survey |
| 291477 - | 2006 DC90                | 24 febbraio 2006 | Spacewatch        |
| 291478 - | 2006 DP92                | 24 febbraio 2006 | Mt. Lemmon Survey |
| 291479 - | 2006 DB93                | 24 febbraio 2006 | Spacewatch        |
| 291480 - | 2006 DU93                | 24 febbraio 2006 | Spacewatch        |
| 291481 - | 2006 DX93                | 24 febbraio 2006 | Spacewatch        |
| 291482 - | 2006 DJ96                | 24 febbraio 2006 | Spacewatch        |
| 291483 - | 2006 DJ99                | 25 febbraio 2006 | Spacewatch        |
| 291484 - | 2006 DK102               | 25 febbraio 2006 | Mt. Lemmon Survey |
| 291485 - | 2006 DU103               | 25 febbraio 2006 | Mt. Lemmon Survey |
| 291486 - | 2006 DP107               | 25 febbraio 2006 | Spacewatch        |
| 291487 - | 2006 DF109               | 25 febbraio 2006 | Spacewatch        |
| 291488 - | 2006 DJ109               | 25 febbraio 2006 | Spacewatch        |
| 291489 - | 2006 DQ109               | 25 febbraio 2006 | Spacewatch        |
| 291490 - | 2006 DS117               | 27 febbraio 2006 | Spacewatch        |
| 291491 - | 2006 DA118               | 27 febbraio 2006 | Spacewatch        |
| 291492 - | 2006 DU119               | 20 febbraio 2006 | LINEAR            |
| 291493 - | 2006 DH120               | 21 febbraio 2006 | LONEOS            |
| 291494 - | 2006 DQ120               | 21 febbraio 2006 | CSS               |
| 291495 - | 2006 DA131               | 25 febbraio 2006 | Spacewatch        |
| 291496 - | 2006 DA139               | 25 febbraio 2006 | Spacewatch        |
| 291497 - | 2006 DH140               | 25 febbraio 2006 | Spacewatch        |
| 291498 - | 2006 DT142               | 25 febbraio 2006 | Spacewatch        |
| 291499 - | 2006 DU143               | 25 febbraio 2006 | Mt. Lemmon Survey |
| 291500 - | 2006 DR147               | 25 febbraio 2006 | Spacewatch        |

## 291501-291600
| Nome     | Designazione provvisoria | Data di scoperta | Scopritore        |
| -------- | ------------------------ | ---------------- | ----------------- |
| 291501 - | 2006 DL154               | 25 febbraio 2006 | Spacewatch        |
| 291502 - | 2006 DC155               | 25 febbraio 2006 | Spacewatch        |
| 291503 - | 2006 DX155               | 26 febbraio 2006 | Spacewatch        |
| 291504 - | 2006 DN156               | 27 febbraio 2006 | Spacewatch        |
| 291505 - | 2006 DE174               | 27 febbraio 2006 | Spacewatch        |
| 291506 - | 2006 DM174               | 27 febbraio 2006 | Spacewatch        |
| 291507 - | 2006 DE178               | 27 febbraio 2006 | Mt. Lemmon Survey |
| 291508 - | 2006 DK186               | 27 febbraio 2006 | Spacewatch        |
| 291509 - | 2006 DM191               | 27 febbraio 2006 | Spacewatch        |
| 291510 - | 2006 DJ192               | 27 febbraio 2006 | Spacewatch        |
| 291511 - | 2006 DS195               | 20 febbraio 2006 | CSS               |
| 291512 - | 2006 DL198               | 27 febbraio 2006 | Mt. Lemmon Survey |
| 291513 - | 2006 DY200               | 25 febbraio 2006 | LONEOS            |
| 291514 - | 2006 DA208               | 25 febbraio 2006 | Spacewatch        |
| 291515 - | 2006 DO209               | 28 febbraio 2006 | Mt. Lemmon Survey |
| 291516 - | 2006 DT209               | 28 febbraio 2006 | Mt. Lemmon Survey |
| 291517 - | 2006 DS211               | 24 febbraio 2006 | Spacewatch        |
| 291518 - | 2006 DW213               | 24 febbraio 2006 | NEAT              |
| 291519 - | 2006 DF214               | 24 febbraio 2006 | Mt. Lemmon Survey |
| 291520 - | 2006 EZ                  | 4 marzo 2006     | CSS               |
| 291521 - | 2006 EM2                 | 3 marzo 2006     | Nyukasa           |
| 291522 - | 2006 EB7                 | 2 marzo 2006     | Spacewatch        |
| 291523 - | 2006 EW8                 | 2 marzo 2006     | Spacewatch        |
| 291524 - | 2006 EY8                 | 2 marzo 2006     | Spacewatch        |
| 291525 - | 2006 EA10                | 2 marzo 2006     | Spacewatch        |
| 291526 - | 2006 EL10                | 2 marzo 2006     | Spacewatch        |
| 291527 - | 2006 EW13                | 20 febbraio 2006 | Spacewatch        |
| 291528 - | 2006 EX13                | 2 marzo 2006     | Spacewatch        |
| 291529 - | 2006 ET15                | 2 marzo 2006     | Spacewatch        |
| 291530 - | 2006 EY15                | 2 marzo 2006     | Spacewatch        |
| 291531 - | 2006 EV20                | 3 marzo 2006     | Spacewatch        |
| 291532 - | 2006 EA22                | 3 marzo 2006     | Spacewatch        |
| 291533 - | 2006 EL26                | 3 marzo 2006     | Mt. Lemmon Survey |
| 291534 - | 2006 EE31                | 3 marzo 2006     | Spacewatch        |
| 291535 - | 2006 EJ36                | 3 marzo 2006     | Mt. Lemmon Survey |
| 291536 - | 2006 EJ40                | 4 marzo 2006     | Spacewatch        |
| 291537 - | 2006 EK40                | 4 marzo 2006     | Spacewatch        |
| 291538 - | 2006 ER40                | 4 marzo 2006     | Spacewatch        |
| 291539 - | 2006 EZ41                | 4 marzo 2006     | CSS               |
| 291540 - | 2006 EY42                | 4 marzo 2006     | Spacewatch        |
| 291541 - | 2006 EC44                | 5 marzo 2006     | Mt. Lemmon Survey |
| 291542 - | 2006 EK47                | 4 marzo 2006     | Spacewatch        |
| 291543 - | 2006 EW49                | 4 marzo 2006     | Spacewatch        |
| 291544 - | 2006 EX51                | 4 marzo 2006     | Spacewatch        |
| 291545 - | 2006 EA52                | 4 marzo 2006     | Spacewatch        |
| 291546 - | 2006 EO54                | 5 marzo 2006     | Spacewatch        |
| 291547 - | 2006 EP54                | 5 marzo 2006     | Spacewatch        |
| 291548 - | 2006 EG55                | 5 marzo 2006     | Spacewatch        |
| 291549 - | 2006 EG63                | 5 marzo 2006     | Spacewatch        |
| 291550 - | 2006 EA64                | 5 marzo 2006     | Spacewatch        |
| 291551 - | 2006 EA72                | 5 marzo 2006     | Spacewatch        |
| 291552 - | 2006 EK72                | 5 marzo 2006     | Spacewatch        |
| 291553 - | 2006 EW72                | 2 marzo 2006     | Mt. Lemmon Survey |
| 291554 - | 2006 EC73                | 4 marzo 2006     | Spacewatch        |
| 291555 - | 2006 EE73                | 4 marzo 2006     | Mt. Lemmon Survey |
| 291556 - | 2006 FT1                 | 22 marzo 2006    | CSS               |
| 291557 - | 2006 FC2                 | 23 marzo 2006    | Mt. Lemmon Survey |
| 291558 - | 2006 FM3                 | 23 marzo 2006    | Spacewatch        |
| 291559 - | 2006 FH5                 | 23 marzo 2006    | Spacewatch        |
| 291560 - | 2006 FB9                 | 23 marzo 2006    | Spacewatch        |
| 291561 - | 2006 FQ10                | 21 marzo 2006    | Mt. Lemmon Survey |
| 291562 - | 2006 FV18                | 23 marzo 2006    | Mt. Lemmon Survey |
| 291563 - | 2006 FH26                | 24 marzo 2006    | Mt. Lemmon Survey |
| 291564 - | 2006 FJ28                | 24 marzo 2006    | Mt. Lemmon Survey |
| 291565 - | 2006 FF29                | 24 marzo 2006    | Mt. Lemmon Survey |
| 291566 - | 2006 FS29                | 24 marzo 2006    | Mt. Lemmon Survey |
| 291567 - | 2006 FR31                | 25 marzo 2006    | Spacewatch        |
| 291568 - | 2006 FS31                | 25 marzo 2006    | Spacewatch        |
| 291569 - | 2006 FW31                | 25 marzo 2006    | Spacewatch        |
| 291570 - | 2006 FJ32                | 25 marzo 2006    | Mt. Lemmon Survey |
| 291571 - | 2006 FO32                | 25 marzo 2006    | Spacewatch        |
| 291572 - | 2006 FC34                | 24 marzo 2006    | LINEAR            |
| 291573 - | 2006 FL35                | 24 marzo 2006    | Spacewatch        |
| 291574 - | 2006 FY36                | 23 marzo 2006    | CSS               |
| 291575 - | 2006 FK39                | 24 marzo 2006    | Spacewatch        |
| 291576 - | 2006 FW41                | 26 marzo 2006    | Mt. Lemmon Survey |
| 291577 - | 2006 FF42                | 26 marzo 2006    | Mt. Lemmon Survey |
| 291578 - | 2006 FP42                | 26 marzo 2006    | Mt. Lemmon Survey |
| 291579 - | 2006 FG47                | 23 marzo 2006    | CSS               |
| 291580 - | 2006 FZ49                | 29 marzo 2006    | Crni Vrh          |
| 291581 - | 2006 FZ52                | 26 marzo 2006    | Mt. Lemmon Survey |
| 291582 - | 2006 FL53                | 26 marzo 2006    | Spacewatch        |
| 291583 - | 2006 GN1                 | 2 aprile 2006    | Mt. Lemmon Survey |
| 291584 - | 2006 GG4                 | 2 aprile 2006    | Spacewatch        |
| 291585 - | 2006 GD6                 | 2 aprile 2006    | Spacewatch        |
| 291586 - | 2006 GF8                 | 2 aprile 2006    | Spacewatch        |
| 291587 - | 2006 GZ9                 | 2 aprile 2006    | Spacewatch        |
| 291588 - | 2006 GD12                | 2 aprile 2006    | Spacewatch        |
| 291589 - | 2006 GQ13                | 2 aprile 2006    | Spacewatch        |
| 291590 - | 2006 GH14                | 2 aprile 2006    | Spacewatch        |
| 291591 - | 2006 GQ16                | 2 aprile 2006    | Spacewatch        |
| 291592 - | 2006 GD19                | 2 aprile 2006    | Spacewatch        |
| 291593 - | 2006 GY19                | 2 aprile 2006    | Spacewatch        |
| 291594 - | 2006 GD20                | 2 aprile 2006    | Spacewatch        |
| 291595 - | 2006 GY20                | 2 aprile 2006    | Spacewatch        |
| 291596 - | 2006 GJ22                | 2 aprile 2006    | Spacewatch        |
| 291597 - | 2006 GD23                | 2 aprile 2006    | Spacewatch        |
| 291598 - | 2006 GS29                | 2 aprile 2006    | Spacewatch        |
| 291599 - | 2006 GA30                | 2 aprile 2006    | Mt. Lemmon Survey |
| 291600 - | 2006 GH30                | 2 aprile 2006    | Mt. Lemmon Survey |

## 291601-291700
| Nome         | Designazione provvisoria | Data di scoperta | Scopritore           |
| ------------ | ------------------------ | ---------------- | -------------------- |
| 291601 -     | 2006 GD31                | 2 aprile 2006    | Spacewatch           |
| 291602 -     | 2006 GG31                | 2 aprile 2006    | Spacewatch           |
| 291603 -     | 2006 GE34                | 7 aprile 2006    | Spacewatch           |
| 291604 -     | 2006 GQ35                | 7 aprile 2006    | CSS                  |
| 291605 -     | 2006 GV35                | 7 aprile 2006    | CSS                  |
| 291606 -     | 2006 GF36                | 7 aprile 2006    | LONEOS               |
| 291607 -     | 2006 GM38                | 2 aprile 2006    | LONEOS               |
| 291608 -     | 2006 GG39                | 9 aprile 2006    | Spacewatch           |
| 291609 -     | 2006 GL42                | 13 aprile 2006   | NEAT                 |
| 291610 -     | 2006 GQ43                | 2 aprile 2006    | Mt. Lemmon Survey    |
| 291611 -     | 2006 GN46                | 8 aprile 2006    | Spacewatch           |
| 291612 -     | 2006 GW46                | 9 aprile 2006    | Spacewatch           |
| 291613 -     | 2006 GX46                | 9 aprile 2006    | Spacewatch           |
| 291614 -     | 2006 GE48                | 9 aprile 2006    | Spacewatch           |
| 291615 -     | 2006 GD54                | 2 aprile 2006    | Spacewatch           |
| 291616 -     | 2006 HC1                 | 18 aprile 2006   | LONEOS               |
| 291617 -     | 2006 HF1                 | 18 aprile 2006   | LONEOS               |
| 291618 -     | 2006 HV1                 | 18 aprile 2006   | NEAT                 |
| 291619 -     | 2006 HP2                 | 18 aprile 2006   | Spacewatch           |
| 291620 -     | 2006 HN4                 | 19 aprile 2006   | LONEOS               |
| 291621 -     | 2006 HP5                 | 19 aprile 2006   | NEAT                 |
| 291622 -     | 2006 HW6                 | 18 aprile 2006   | CSS                  |
| 291623 -     | 2006 HM7                 | 19 aprile 2006   | NEAT                 |
| 291624 -     | 2006 HM9                 | 19 aprile 2006   | LONEOS               |
| 291625 -     | 2006 HV10                | 19 aprile 2006   | Spacewatch           |
| 291626 -     | 2006 HO11                | 19 aprile 2006   | Spacewatch           |
| 291627 -     | 2006 HF12                | 19 aprile 2006   | Spacewatch           |
| 291628 -     | 2006 HL12                | 19 aprile 2006   | Spacewatch           |
| 291629 -     | 2006 HM13                | 19 aprile 2006   | NEAT                 |
| 291630 -     | 2006 HS14                | 19 aprile 2006   | Mt. Lemmon Survey    |
| 291631 -     | 2006 HG15                | 19 aprile 2006   | NEAT                 |
| 291632 -     | 2006 HG16                | 20 aprile 2006   | Spacewatch           |
| 291633 Heyun | 2006 HY20                | 19 aprile 2006   | Ye, Q.-z.            |
| 291634 -     | 2006 HU21                | 20 aprile 2006   | Spacewatch           |
| 291635 -     | 2006 HY21                | 20 aprile 2006   | Spacewatch           |
| 291636 -     | 2006 HM23                | 20 aprile 2006   | Spacewatch           |
| 291637 -     | 2006 HU25                | 20 aprile 2006   | Spacewatch           |
| 291638 -     | 2006 HR26                | 20 aprile 2006   | Spacewatch           |
| 291639 -     | 2006 HU27                | 20 aprile 2006   | Spacewatch           |
| 291640 -     | 2006 HY28                | 21 aprile 2006   | Spacewatch           |
| 291641 -     | 2006 HL31                | 18 aprile 2006   | NEAT                 |
| 291642 -     | 2006 HD37                | 21 aprile 2006   | Spacewatch           |
| 291643 -     | 2006 HT38                | 21 aprile 2006   | Spacewatch           |
| 291644 -     | 2006 HH39                | 21 aprile 2006   | Spacewatch           |
| 291645 -     | 2006 HR41                | 21 aprile 2006   | Spacewatch           |
| 291646 -     | 2006 HY43                | 24 aprile 2006   | Spacewatch           |
| 291647 -     | 2006 HA46                | 25 aprile 2006   | Spacewatch           |
| 291648 -     | 2006 HM47                | 24 aprile 2006   | Spacewatch           |
| 291649 -     | 2006 HB49                | 25 aprile 2006   | Spacewatch           |
| 291650 -     | 2006 HY49                | 26 aprile 2006   | Spacewatch           |
| 291651 -     | 2006 HR50                | 26 aprile 2006   | Mt. Lemmon Survey    |
| 291652 -     | 2006 HE51                | 24 aprile 2006   | Broughton, J.        |
| 291653 -     | 2006 HK52                | 18 aprile 2006   | LONEOS               |
| 291654 -     | 2006 HF53                | 19 aprile 2006   | NEAT                 |
| 291655 -     | 2006 HQ54                | 21 aprile 2006   | CSS                  |
| 291656 -     | 2006 HK55                | 23 aprile 2006   | LONEOS               |
| 291657 -     | 2006 HF56                | 26 aprile 2006   | Spacewatch           |
| 291658 -     | 2006 HR61                | 24 aprile 2006   | Spacewatch           |
| 291659 -     | 2006 HX62                | 24 aprile 2006   | Spacewatch           |
| 291660 -     | 2006 HL65                | 24 aprile 2006   | Spacewatch           |
| 291661 -     | 2006 HZ66                | 24 aprile 2006   | Spacewatch           |
| 291662 -     | 2006 HF67                | 24 aprile 2006   | Spacewatch           |
| 291663 -     | 2006 HL67                | 24 aprile 2006   | Spacewatch           |
| 291664 -     | 2006 HE69                | 24 aprile 2006   | Mt. Lemmon Survey    |
| 291665 -     | 2006 HN69                | 24 aprile 2006   | Mt. Lemmon Survey    |
| 291666 -     | 2006 HS69                | 24 aprile 2006   | LONEOS               |
| 291667 -     | 2006 HU69                | 24 aprile 2006   | Spacewatch           |
| 291668 -     | 2006 HV73                | 25 aprile 2006   | Spacewatch           |
| 291669 -     | 2006 HV74                | 25 aprile 2006   | Spacewatch           |
| 291670 -     | 2006 HV75                | 25 aprile 2006   | Spacewatch           |
| 291671 -     | 2006 HB79                | 26 aprile 2006   | Spacewatch           |
| 291672 -     | 2006 HJ79                | 26 aprile 2006   | Spacewatch           |
| 291673 -     | 2006 HU79                | 26 aprile 2006   | Spacewatch           |
| 291674 -     | 2006 HG80                | 26 aprile 2006   | Spacewatch           |
| 291675 -     | 2006 HX82                | 26 aprile 2006   | Spacewatch           |
| 291676 -     | 2006 HF83                | 26 aprile 2006   | Spacewatch           |
| 291677 -     | 2006 HM84                | 26 aprile 2006   | Spacewatch           |
| 291678 -     | 2006 HW84                | 26 aprile 2006   | Spacewatch           |
| 291679 -     | 2006 HF89                | 19 aprile 2006   | CSS                  |
| 291680 -     | 2006 HK91                | 29 aprile 2006   | Spacewatch           |
| 291681 -     | 2006 HT92                | 29 aprile 2006   | Spacewatch           |
| 291682 -     | 2006 HW95                | 30 aprile 2006   | Spacewatch           |
| 291683 -     | 2006 HM96                | 30 aprile 2006   | Spacewatch           |
| 291684 -     | 2006 HK97                | 30 aprile 2006   | Spacewatch           |
| 291685 -     | 2006 HD98                | 30 aprile 2006   | Spacewatch           |
| 291686 -     | 2006 HM99                | 30 aprile 2006   | Spacewatch           |
| 291687 -     | 2006 HT99                | 30 aprile 2006   | Spacewatch           |
| 291688 -     | 2006 HC100               | 30 aprile 2006   | Spacewatch           |
| 291689 -     | 2006 HA103               | 30 aprile 2006   | Spacewatch           |
| 291690 -     | 2006 HK104               | 30 aprile 2006   | Spacewatch           |
| 291691 -     | 2006 HT105               | 28 aprile 2006   | LINEAR               |
| 291692 -     | 2006 HZ107               | 30 aprile 2006   | Spacewatch           |
| 291693 -     | 2006 HB108               | 30 aprile 2006   | Spacewatch           |
| 291694 -     | 2006 HF110               | 24 aprile 2006   | Siding Spring Survey |
| 291695 -     | 2006 HL111               | 26 aprile 2006   | Siding Spring Survey |
| 291696 -     | 2006 HK116               | 26 aprile 2006   | Spacewatch           |
| 291697 -     | 2006 HP116               | 26 aprile 2006   | Spacewatch           |
| 291698 -     | 2006 HR116               | 26 aprile 2006   | Spacewatch           |
| 291699 -     | 2006 HP117               | 29 aprile 2006   | Spacewatch           |
| 291700 -     | 2006 HV152               | 26 aprile 2006   | Spacewatch           |

## 291701-291800
| Nome     | Designazione provvisoria | Data di scoperta | Scopritore           |
| -------- | ------------------------ | ---------------- | -------------------- |
| 291701 - | 2006 HA154               | 19 aprile 2006   | Mt. Lemmon Survey    |
| 291702 - | 2006 JM2                 | 1º maggio 2006   | Spacewatch           |
| 291703 - | 2006 JQ4                 | 2 maggio 2006    | Mt. Lemmon Survey    |
| 291704 - | 2006 JG6                 | 2 maggio 2006    | Nyukasa              |
| 291705 - | 2006 JE7                 | 1º maggio 2006   | Spacewatch           |
| 291706 - | 2006 JK7                 | 1º maggio 2006   | Spacewatch           |
| 291707 - | 2006 JN11                | 1º maggio 2006   | LINEAR               |
| 291708 - | 2006 JT11                | 1º maggio 2006   | Spacewatch           |
| 291709 - | 2006 JF13                | 1º maggio 2006   | Spacewatch           |
| 291710 - | 2006 JH15                | 2 maggio 2006    | Mt. Lemmon Survey    |
| 291711 - | 2006 JY16                | 2 maggio 2006    | Spacewatch           |
| 291712 - | 2006 JZ17                | 2 maggio 2006    | Mt. Lemmon Survey    |
| 291713 - | 2006 JZ18                | 2 maggio 2006    | Mt. Lemmon Survey    |
| 291714 - | 2006 JL20                | 2 maggio 2006    | Spacewatch           |
| 291715 - | 2006 JL23                | 3 maggio 2006    | Mt. Lemmon Survey    |
| 291716 - | 2006 JQ23                | 3 maggio 2006    | Mt. Lemmon Survey    |
| 291717 - | 2006 JR23                | 3 maggio 2006    | Mt. Lemmon Survey    |
| 291718 - | 2006 JN26                | 4 maggio 2006    | Broughton, J.        |
| 291719 - | 2006 JK27                | 1º maggio 2006   | Spacewatch           |
| 291720 - | 2006 JT28                | 3 maggio 2006    | Spacewatch           |
| 291721 - | 2006 JJ29                | 3 maggio 2006    | Spacewatch           |
| 291722 - | 2006 JP29                | 3 maggio 2006    | Spacewatch           |
| 291723 - | 2006 JM32                | 3 maggio 2006    | Spacewatch           |
| 291724 - | 2006 JZ33                | 4 maggio 2006    | Spacewatch           |
| 291725 - | 2006 JQ34                | 4 maggio 2006    | Spacewatch           |
| 291726 - | 2006 JX34                | 4 maggio 2006    | Spacewatch           |
| 291727 - | 2006 JX37                | 5 maggio 2006    | LONEOS               |
| 291728 - | 2006 JD38                | 6 maggio 2006    | Spacewatch           |
| 291729 - | 2006 JP40                | 7 maggio 2006    | Spacewatch           |
| 291730 - | 2006 JU40                | 7 maggio 2006    | Spacewatch           |
| 291731 - | 2006 JP41                | 7 maggio 2006    | Spacewatch           |
| 291732 - | 2006 JV42                | 2 maggio 2006    | Mt. Lemmon Survey    |
| 291733 - | 2006 JY44                | 7 maggio 2006    | Mt. Lemmon Survey    |
| 291734 - | 2006 JQ47                | 1º maggio 2006   | LINEAR               |
| 291735 - | 2006 JZ47                | 5 maggio 2006    | Spacewatch           |
| 291736 - | 2006 JR49                | 1º maggio 2006   | LINEAR               |
| 291737 - | 2006 JT49                | 1º maggio 2006   | LINEAR               |
| 291738 - | 2006 JF50                | 2 maggio 2006    | Mt. Lemmon Survey    |
| 291739 - | 2006 JC51                | 2 maggio 2006    | Mt. Lemmon Survey    |
| 291740 - | 2006 JZ52                | 6 maggio 2006    | Spacewatch           |
| 291741 - | 2006 JC55                | 9 maggio 2006    | Mt. Lemmon Survey    |
| 291742 - | 2006 JN56                | 5 maggio 2006    | LONEOS               |
| 291743 - | 2006 JM64                | 1º maggio 2006   | Buie, M. W.          |
| 291744 - | 2006 JU81                | 2 maggio 2006    | Mt. Lemmon Survey    |
| 291745 - | 2006 KH1                 | 18 maggio 2006   | NEAT                 |
| 291746 - | 2006 KZ1                 | 16 maggio 2006   | NEAT                 |
| 291747 - | 2006 KZ2                 | 18 maggio 2006   | NEAT                 |
| 291748 - | 2006 KD3                 | 19 maggio 2006   | Mt. Lemmon Survey    |
| 291749 - | 2006 KM3                 | 19 maggio 2006   | Mt. Lemmon Survey    |
| 291750 - | 2006 KC4                 | 19 maggio 2006   | LONEOS               |
| 291751 - | 2006 KF5                 | 19 maggio 2006   | Mt. Lemmon Survey    |
| 291752 - | 2006 KV5                 | 19 maggio 2006   | Mt. Lemmon Survey    |
| 291753 - | 2006 KZ5                 | 19 maggio 2006   | Mt. Lemmon Survey    |
| 291754 - | 2006 KG6                 | 19 maggio 2006   | Mt. Lemmon Survey    |
| 291755 - | 2006 KF8                 | 19 maggio 2006   | Mt. Lemmon Survey    |
| 291756 - | 2006 KZ9                 | 19 maggio 2006   | CSS                  |
| 291757 - | 2006 KM10                | 19 maggio 2006   | Mt. Lemmon Survey    |
| 291758 - | 2006 KJ13                | 20 maggio 2006   | Spacewatch           |
| 291759 - | 2006 KC15                | 20 maggio 2006   | CSS                  |
| 291760 - | 2006 KA16                | 20 maggio 2006   | NEAT                 |
| 291761 - | 2006 KE16                | 20 maggio 2006   | NEAT                 |
| 291762 - | 2006 KM16                | 21 maggio 2006   | Mt. Lemmon Survey    |
| 291763 - | 2006 KC18                | 21 maggio 2006   | Spacewatch           |
| 291764 - | 2006 KC19                | 21 maggio 2006   | Spacewatch           |
| 291765 - | 2006 KE19                | 21 maggio 2006   | CSS                  |
| 291766 - | 2006 KG19                | 21 maggio 2006   | NEAT                 |
| 291767 - | 2006 KT19                | 16 maggio 2006   | NEAT                 |
| 291768 - | 2006 KK22                | 20 maggio 2006   | CSS                  |
| 291769 - | 2006 KP25                | 19 maggio 2006   | Mt. Lemmon Survey    |
| 291770 - | 2006 KX27                | 20 maggio 2006   | Spacewatch           |
| 291771 - | 2006 KS28                | 20 maggio 2006   | Spacewatch           |
| 291772 - | 2006 KT28                | 20 maggio 2006   | Spacewatch           |
| 291773 - | 2006 KC29                | 20 maggio 2006   | Spacewatch           |
| 291774 - | 2006 KV31                | 20 maggio 2006   | Spacewatch           |
| 291775 - | 2006 KP34                | 20 maggio 2006   | Spacewatch           |
| 291776 - | 2006 KY34                | 20 maggio 2006   | Spacewatch           |
| 291777 - | 2006 KB35                | 20 maggio 2006   | Spacewatch           |
| 291778 - | 2006 KD35                | 20 maggio 2006   | Spacewatch           |
| 291779 - | 2006 KJ35                | 20 maggio 2006   | Spacewatch           |
| 291780 - | 2006 KO38                | 20 maggio 2006   | Spacewatch           |
| 291781 - | 2006 KE39                | 17 maggio 2006   | NEAT                 |
| 291782 - | 2006 KP41                | 19 maggio 2006   | NEAT                 |
| 291783 - | 2006 KF42                | 20 maggio 2006   | Spacewatch           |
| 291784 - | 2006 KW43                | 20 maggio 2006   | Siding Spring Survey |
| 291785 - | 2006 KY46                | 21 maggio 2006   | Mt. Lemmon Survey    |
| 291786 - | 2006 KR48                | 21 maggio 2006   | Spacewatch           |
| 291787 - | 2006 KQ50                | 21 maggio 2006   | Spacewatch           |
| 291788 - | 2006 KM53                | 21 maggio 2006   | Spacewatch           |
| 291789 - | 2006 KR53                | 21 maggio 2006   | Spacewatch           |
| 291790 - | 2006 KK54                | 21 maggio 2006   | Spacewatch           |
| 291791 - | 2006 KL55                | 21 maggio 2006   | NEAT                 |
| 291792 - | 2006 KU57                | 22 maggio 2006   | Spacewatch           |
| 291793 - | 2006 KA60                | 22 maggio 2006   | Spacewatch           |
| 291794 - | 2006 KG64                | 23 maggio 2006   | Spacewatch           |
| 291795 - | 2006 KC65                | 23 maggio 2006   | Mt. Lemmon Survey    |
| 291796 - | 2006 KE65                | 23 maggio 2006   | Mt. Lemmon Survey    |
| 291797 - | 2006 KG66                | 24 maggio 2006   | Mt. Lemmon Survey    |
| 291798 - | 2006 KA68                | 19 maggio 2006   | NEAT                 |
| 291799 - | 2006 KL69                | 22 maggio 2006   | Spacewatch           |
| 291800 - | 2006 KR71                | 22 maggio 2006   | Spacewatch           |

## 291801-291900
| Nome                   | Designazione provvisoria | Data di scoperta | Scopritore              |
| ---------------------- | ------------------------ | ---------------- | ----------------------- |
| 291801 -               | 2006 KZ71                | 22 maggio 2006   | Spacewatch              |
| 291802 -               | 2006 KJ74                | 23 maggio 2006   | Spacewatch              |
| 291803 -               | 2006 KH75                | 24 maggio 2006   | Spacewatch              |
| 291804 -               | 2006 KE76                | 24 maggio 2006   | NEAT                    |
| 291805 -               | 2006 KX80                | 25 maggio 2006   | Mt. Lemmon Survey       |
| 291806 -               | 2006 KV83                | 21 maggio 2006   | Mt. Lemmon Survey       |
| 291807 -               | 2006 KG89                | 29 maggio 2006   | Mt. Lemmon Survey       |
| 291808 -               | 2006 KK90                | 24 maggio 2006   | NEAT                    |
| 291809 -               | 2006 KH91                | 25 maggio 2006   | Spacewatch              |
| 291810 -               | 2006 KN91                | 25 maggio 2006   | Spacewatch              |
| 291811 -               | 2006 KK94                | 25 maggio 2006   | Spacewatch              |
| 291812 -               | 2006 KC95                | 25 maggio 2006   | Spacewatch              |
| 291813 -               | 2006 KD97                | 25 maggio 2006   | Mt. Lemmon Survey       |
| 291814 -               | 2006 KB98                | 26 maggio 2006   | Spacewatch              |
| 291815 -               | 2006 KP99                | 27 maggio 2006   | CSS                     |
| 291816 -               | 2006 KS99                | 28 maggio 2006   | LINEAR                  |
| 291817 -               | 2006 KP100               | 24 maggio 2006   | Spacewatch              |
| 291818 -               | 2006 KY104               | 28 maggio 2006   | Spacewatch              |
| 291819 -               | 2006 KO116               | 29 maggio 2006   | Spacewatch              |
| 291820 -               | 2006 KN117               | 29 maggio 2006   | Spacewatch              |
| 291821 -               | 2006 KU118               | 30 maggio 2006   | Mt. Lemmon Survey       |
| 291822 -               | 2006 KB121               | 21 maggio 2006   | NEAT                    |
| 291823 -               | 2006 KH121               | 23 maggio 2006   | Siding Spring Survey    |
| 291824 Cami            | 2006 KH133               | 25 maggio 2006   | Wiegert, P. A.          |
| 291825 -               | 2006 KL143               | 22 maggio 2006   | Spacewatch              |
| 291826 -               | 2006 KZ143               | 20 maggio 2006   | Spacewatch              |
| 291827 -               | 2006 LE                  | 1º giugno 2006   | Mt. Lemmon Survey       |
| 291828 -               | 2006 LF2                 | 15 giugno 2006   | Spacewatch              |
| 291829 -               | 2006 LO2                 | 4 giugno 2006    | LINEAR                  |
| 291830 -               | 2006 LP2                 | 4 giugno 2006    | LINEAR                  |
| 291831 -               | 2006 LX3                 | 15 giugno 2006   | Spacewatch              |
| 291832 -               | 2006 LO4                 | 11 giugno 2006   | NEAT                    |
| 291833 -               | 2006 LP4                 | 11 giugno 2006   | NEAT                    |
| 291834 -               | 2006 LQ4                 | 3 giugno 2006    | CSS                     |
| 291835 -               | 2006 LC5                 | 3 giugno 2006    | Mt. Lemmon Survey       |
| 291836 -               | 2006 LD7                 | 9 giugno 2006    | NEAT                    |
| 291837 -               | 2006 MH2                 | 16 giugno 2006   | Spacewatch              |
| 291838 -               | 2006 MV2                 | 16 giugno 2006   | Spacewatch              |
| 291839 -               | 2006 MJ4                 | 17 giugno 2006   | Spacewatch              |
| 291840 -               | 2006 MK5                 | 17 giugno 2006   | Spacewatch              |
| 291841 -               | 2006 MQ7                 | 18 giugno 2006   | Spacewatch              |
| 291842 -               | 2006 MY7                 | 18 giugno 2006   | Spacewatch              |
| 291843 -               | 2006 MZ8                 | 19 giugno 2006   | Mt. Lemmon Survey       |
| 291844 -               | 2006 ME13                | 24 giugno 2006   | Hoenig, S. F.           |
| 291845 -               | 2006 MW13                | 27 giugno 2006   | Siding Spring Survey    |
| 291846 -               | 2006 MD14                | 17 giugno 2006   | Siding Spring Survey    |
| 291847 Ladoix          | 2006 OP1                 | 19 luglio 2006   | Ory, M.                 |
| 291848 -               | 2006 OY1                 | 18 luglio 2006   | Broughton, J.           |
| 291849 Orchestralondon | 2006 OL2                 | 18 luglio 2006   | Ye, Q.-z., Lin, H.-C.   |
| 291850 -               | 2006 OV4                 | 22 luglio 2006   | Ferrando, R.            |
| 291851 -               | 2006 OZ5                 | 19 luglio 2006   | NEAT                    |
| 291852 -               | 2006 OW8                 | 20 luglio 2006   | NEAT                    |
| 291853 -               | 2006 OM9                 | 24 luglio 2006   | Hoenig, S. F.           |
| 291854 -               | 2006 OM13                | 21 luglio 2006   | NEAT                    |
| 291855 Calabròcorrado  | 2006 ON14                | 28 luglio 2006   | Andrushivka             |
| 291856 -               | 2006 OV14                | 20 luglio 2006   | Broughton, J.           |
| 291857 -               | 2006 OY15                | 29 luglio 2006   | Broughton, J.           |
| 291858 -               | 2006 OQ16                | 20 luglio 2006   | NEAT                    |
| 291859 -               | 2006 OG18                | 20 luglio 2006   | Siding Spring Survey    |
| 291860 -               | 2006 OZ20                | 30 luglio 2006   | Siding Spring Survey    |
| 291861 -               | 2006 PG                  | 2 agosto 2006    | Ferrando, R.            |
| 291862 -               | 2006 PX                  | 11 agosto 2006   | Lin, H.-C., Ye, Q.-z.   |
| 291863 -               | 2006 PL3                 | 12 agosto 2006   | NEAT                    |
| 291864 -               | 2006 PH4                 | 15 agosto 2006   | Broughton, J.           |
| 291865 -               | 2006 PX4                 | 12 agosto 2006   | NEAT                    |
| 291866 -               | 2006 PF5                 | 12 agosto 2006   | NEAT                    |
| 291867 -               | 2006 PT5                 | 18 novembre 1996 | Spacewatch              |
| 291868 -               | 2006 PT7                 | 12 agosto 2006   | NEAT                    |
| 291869 -               | 2006 PO9                 | 13 agosto 2006   | NEAT                    |
| 291870 -               | 2006 PA10                | 13 agosto 2006   | NEAT                    |
| 291871 -               | 2006 PT11                | 13 agosto 2006   | NEAT                    |
| 291872 -               | 2006 PE12                | 13 agosto 2006   | NEAT                    |
| 291873 -               | 2006 PF12                | 13 agosto 2006   | NEAT                    |
| 291874 -               | 2006 PL12                | 13 agosto 2006   | NEAT                    |
| 291875 -               | 2006 PW15                | 15 agosto 2006   | NEAT                    |
| 291876 -               | 2006 PO17                | 15 agosto 2006   | Lin, C.-S., Ye, Q.-z.   |
| 291877 -               | 2006 PB18                | 15 agosto 2006   | NEAT                    |
| 291878 -               | 2006 PU18                | 13 agosto 2006   | NEAT                    |
| 291879 -               | 2006 PW19                | 13 agosto 2006   | NEAT                    |
| 291880 -               | 2006 PQ20                | 15 agosto 2006   | NEAT                    |
| 291881 -               | 2006 PJ22                | 15 agosto 2006   | Lin, C.-S., Ye, Q.-z.   |
| 291882 -               | 2006 PZ22                | 15 agosto 2006   | Siding Spring Survey    |
| 291883 -               | 2006 PF23                | 12 agosto 2006   | NEAT                    |
| 291884 -               | 2006 PC24                | 12 agosto 2006   | NEAT                    |
| 291885 -               | 2006 PE25                | 13 agosto 2006   | NEAT                    |
| 291886 -               | 2006 PG26                | 15 agosto 2006   | NEAT                    |
| 291887 -               | 2006 PM26                | 15 agosto 2006   | NEAT                    |
| 291888 -               | 2006 PC29                | 10 agosto 2006   | NEAT                    |
| 291889 -               | 2006 PQ30                | 12 agosto 2006   | NEAT                    |
| 291890 -               | 2006 PD31                | 13 agosto 2006   | NEAT                    |
| 291891 -               | 2006 PW34                | 12 agosto 2006   | NEAT                    |
| 291892 -               | 2006 PN35                | 12 agosto 2006   | NEAT                    |
| 291893 -               | 2006 PO36                | 12 agosto 2006   | NEAT                    |
| 291894 -               | 2006 PN42                | 14 agosto 2006   | Siding Spring Survey    |
| 291895 -               | 2006 QP1                 | 16 agosto 2006   | Siding Spring Survey    |
| 291896 -               | 2006 QW3                 | 18 agosto 2006   | Spacewatch              |
| 291897 -               | 2006 QY3                 | 18 agosto 2006   | Spacewatch              |
| 291898 -               | 2006 QN4                 | 17 agosto 2006   | Tucker, R. A.           |
| 291899 -               | 2006 QS4                 | 18 agosto 2006   | Sarneczky, K., Kuli, Z. |
| 291900 -               | 2006 QU4                 | 19 agosto 2006   | Sarneczky, K., Kuli, Z. |

## 291901-292000
| Nome                 | Designazione provvisoria | Data di scoperta | Scopritore           |
| -------------------- | ------------------------ | ---------------- | -------------------- |
| 291901 -             | 2006 QB8                 | 19 agosto 2006   | Spacewatch           |
| 291902 -             | 2006 QG8                 | 19 agosto 2006   | Spacewatch           |
| 291903 -             | 2006 QM8                 | 19 agosto 2006   | Spacewatch           |
| 291904 -             | 2006 QT9                 | 19 agosto 2006   | Spacewatch           |
| 291905 -             | 2006 QU9                 | 19 agosto 2006   | Spacewatch           |
| 291906 -             | 2006 QK10                | 19 agosto 2006   | Broughton, J.        |
| 291907 -             | 2006 QU10                | 17 agosto 2006   | NEAT                 |
| 291908 -             | 2006 QM11                | 16 agosto 2006   | Siding Spring Survey |
| 291909 -             | 2006 QP11                | 16 agosto 2006   | Siding Spring Survey |
| 291910 -             | 2006 QU11                | 16 agosto 2006   | Siding Spring Survey |
| 291911 -             | 2006 QV11                | 16 agosto 2006   | Siding Spring Survey |
| 291912 -             | 2006 QK15                | 17 agosto 2006   | NEAT                 |
| 291913 -             | 2006 QL15                | 17 agosto 2006   | NEAT                 |
| 291914 -             | 2006 QD17                | 17 agosto 2006   | NEAT                 |
| 291915 -             | 2006 QQ17                | 17 agosto 2006   | NEAT                 |
| 291916 -             | 2006 QW17                | 17 agosto 2006   | NEAT                 |
| 291917 -             | 2006 QS18                | 17 agosto 2006   | NEAT                 |
| 291918 -             | 2006 QB19                | 17 agosto 2006   | NEAT                 |
| 291919 -             | 2006 QU20                | 18 agosto 2006   | LONEOS               |
| 291920 -             | 2006 QY22                | 19 agosto 2006   | LONEOS               |
| 291921 -             | 2006 QL23                | 21 agosto 2006   | Dax                  |
| 291922 -             | 2006 QM23                | 20 agosto 2006   | Apitzsch, R.         |
| 291923 Kuzmaskryabin | 2006 QW23                | 16 agosto 2006   | Andrushivka          |
| 291924 -             | 2006 QJ25                | 18 agosto 2006   | LINEAR               |
| 291925 -             | 2006 QD26                | 19 agosto 2006   | Spacewatch           |
| 291926 -             | 2006 QM26                | 19 agosto 2006   | Spacewatch           |
| 291927 -             | 2006 QH27                | 19 agosto 2006   | NEAT                 |
| 291928 -             | 2006 QS27                | 20 agosto 2006   | Spacewatch           |
| 291929 -             | 2006 QG28                | 20 agosto 2006   | Spacewatch           |
| 291930 -             | 2006 QQ28                | 21 agosto 2006   | Spacewatch           |
| 291931 -             | 2006 QD29                | 21 agosto 2006   | Spacewatch           |
| 291932 -             | 2006 QJ29                | 16 agosto 2006   | Siding Spring Survey |
| 291933 -             | 2006 QE30                | 20 agosto 2006   | NEAT                 |
| 291934 -             | 2006 QN30                | 21 agosto 2006   | LINEAR               |
| 291935 -             | 2006 QS30                | 22 agosto 2006   | NEAT                 |
| 291936 -             | 2006 QU30                | 22 agosto 2006   | NEAT                 |
| 291937 -             | 2006 QD31                | 22 agosto 2006   | Broughton, J.        |
| 291938 -             | 2006 QN32                | 21 agosto 2006   | NEAT                 |
| 291939 -             | 2006 QX32                | 22 agosto 2006   | NEAT                 |
| 291940 -             | 2006 QN33                | 23 agosto 2006   | Hoenig, S. F.        |
| 291941 -             | 2006 QW33                | 23 agosto 2006   | Observatoire Naef    |
| 291942 -             | 2006 QD34                | 22 agosto 2006   | NEAT                 |
| 291943 -             | 2006 QB36                | 19 agosto 2006   | NEAT                 |
| 291944 -             | 2006 QG36                | 21 agosto 2006   | NEAT                 |
| 291945 -             | 2006 QL36                | 16 agosto 2006   | Siding Spring Survey |
| 291946 -             | 2006 QB37                | 16 agosto 2006   | Siding Spring Survey |
| 291947 -             | 2006 QZ38                | 18 agosto 2006   | LONEOS               |
| 291948 -             | 2006 QV40                | 17 agosto 2006   | NEAT                 |
| 291949 -             | 2006 QG41                | 17 agosto 2006   | NEAT                 |
| 291950 -             | 2006 QM41                | 17 agosto 2006   | NEAT                 |
| 291951 -             | 2006 QP41                | 17 agosto 2006   | NEAT                 |
| 291952 -             | 2006 QL42                | 17 agosto 2006   | NEAT                 |
| 291953 -             | 2006 QX42                | 17 agosto 2006   | NEAT                 |
| 291954 -             | 2006 QC43                | 17 agosto 2006   | NEAT                 |
| 291955 -             | 2006 QR43                | 18 agosto 2006   | Spacewatch           |
| 291956 -             | 2006 QM45                | 19 agosto 2006   | NEAT                 |
| 291957 -             | 2006 QT46                | 20 agosto 2006   | NEAT                 |
| 291958 -             | 2006 QL47                | 20 agosto 2006   | NEAT                 |
| 291959 -             | 2006 QJ51                | 23 agosto 2006   | NEAT                 |
| 291960 -             | 2006 QM51                | 23 agosto 2006   | NEAT                 |
| 291961 -             | 2006 QW51                | 23 agosto 2006   | NEAT                 |
| 291962 -             | 2006 QN52                | 23 agosto 2006   | NEAT                 |
| 291963 -             | 2006 QO54                | 17 agosto 2006   | NEAT                 |
| 291964 -             | 2006 QH58                | 26 agosto 2006   | LINEAR               |
| 291965 -             | 2006 QY59                | 19 agosto 2006   | LONEOS               |
| 291966 -             | 2006 QV60                | 21 agosto 2006   | LINEAR               |
| 291967 -             | 2006 QO61                | 22 agosto 2006   | NEAT                 |
| 291968 -             | 2006 QX63                | 24 agosto 2006   | NEAT                 |
| 291969 -             | 2006 QX64                | 27 agosto 2006   | Spacewatch           |
| 291970 -             | 2006 QC66                | 20 agosto 2006   | Spacewatch           |
| 291971 -             | 2006 QC77                | 21 agosto 2006   | Spacewatch           |
| 291972 -             | 2006 QU77                | 22 agosto 2006   | NEAT                 |
| 291973 -             | 2006 QD78                | 22 agosto 2006   | NEAT                 |
| 291974 -             | 2006 QH78                | 22 agosto 2006   | NEAT                 |
| 291975 -             | 2006 QJ78                | 22 agosto 2006   | NEAT                 |
| 291976 -             | 2006 QR78                | 22 agosto 2006   | NEAT                 |
| 291977 -             | 2006 QR79                | 24 agosto 2006   | LINEAR               |
| 291978 -             | 2006 QJ83                | 27 agosto 2006   | Spacewatch           |
| 291979 -             | 2006 QT83                | 27 agosto 2006   | Spacewatch           |
| 291980 -             | 2006 QM86                | 27 agosto 2006   | Spacewatch           |
| 291981 -             | 2006 QH88                | 27 agosto 2006   | Spacewatch           |
| 291982 -             | 2006 QN88                | 27 agosto 2006   | Spacewatch           |
| 291983 -             | 2006 QN95                | 16 agosto 2006   | NEAT                 |
| 291984 -             | 2006 QC96                | 16 agosto 2006   | NEAT                 |
| 291985 -             | 2006 QZ96                | 17 agosto 2006   | NEAT                 |
| 291986 -             | 2006 QJ97                | 20 agosto 2006   | Spacewatch           |
| 291987 -             | 2006 QK97                | 20 agosto 2006   | Spacewatch           |
| 291988 -             | 2006 QO99                | 23 agosto 2006   | NEAT                 |
| 291989 -             | 2006 QQ100               | 24 agosto 2006   | NEAT                 |
| 291990 -             | 2006 QO104               | 28 agosto 2006   | LONEOS               |
| 291991 -             | 2006 QR105               | 28 agosto 2006   | CSS                  |
| 291992 -             | 2006 QB107               | 28 agosto 2006   | LONEOS               |
| 291993 -             | 2006 QY107               | 28 agosto 2006   | CSS                  |
| 291994 -             | 2006 QO108               | 28 agosto 2006   | CSS                  |
| 291995 -             | 2006 QX111               | 22 agosto 2006   | NEAT                 |
| 291996 -             | 2006 QO112               | 23 agosto 2006   | NEAT                 |
| 291997 -             | 2006 QJ113               | 24 agosto 2006   | LINEAR               |
| 291998 -             | 2006 QW114               | 27 agosto 2006   | LONEOS               |
| 291999 -             | 2006 QX115               | 27 agosto 2006   | LONEOS               |
| 292000 -             | 2006 QF117               | 27 agosto 2006   | LONEOS               |